# Jeanne d'Arc Dijon Basket
Ne pas confondre avec le club de handball fémininin de la Jeanne d'Arc Dijon Handball.
Pour les articles homonymes, voir JDA.
Actualités
La JDA Dijon Basket est un club professionnel français de basket-ball, fondé en 1880 à Dijon.

## Historique
La Jeanne d’Arc a été créée en janvier 1880 sous la forme d’un patronage par l’abbé Bizouard dans un premier temps rue Saint-Philibert (aujourd’hui rue Condorcet) puis ce fut, compte tenu du succès du nombre d’adhérents, un déménagement dans le quartier de la plaine des roses dans la rue Lacodaire.
Les principales activités de l’époque étaient : la gymnastique, l’harmonie, chorale, football, le théâtre.
Par trois fois, la Jeanne d’Arc a failli sombrer corps et âme. Grâce à la volonté, à la ténacité de quelques-uns, il n’en fut rien. Lors de la Première Guerre mondiale, la Jeanne d’Arc comptait plus de 450 membres et 57 manquaient à la fin des hostilités.
La Jeanne d’Arc connaîtra ensuite une période faste grâce à quelques bonnes volontés et de nouvelles sections furent créées telles que le tennis de table, le basket, l’escrime, le cross-country, etc. Puis ce fut la deuxième guerre 1939/45, la reprise fut difficile beaucoup manquaient. D’autres rentraient de captivité ou de déportation.
En 1966, alors que la Jeanne d’Arc fonctionnait relativement bien, une nouvelle épreuve la frappait. Les propriétaires des locaux dont elle n’était que locataire leur demandaient de les libérer. C’est ainsi qu’il fallut se réinstaller boulevard de l’Ouest où tout manquait. Grâce à un travail obstiné, à la confiance et l’aide accordées par les pouvoirs publics, de nombreuses améliorations aux installations existantes furent réalisées et en particulier la salle Henri Boisselot terminée en 1972. La Jeanne d’Arc limitait ses activités à un seul sport le basket, grâce à trois Présidents remarquables qui sont Emile Jobart, Maurice Lebeau (1946-1967) et Henri Boisselot (1967-1980).
À la suite d'une erreur dans un article de presse, un journaliste avait mentionné et abrégé JDA au lieu de Jeanne d’Arc. C’est ainsi que JDA restera par la suite la dénomination et le logo du club. En 2018, le club est mutualisé avec un club handball féminin (qui portait alors le nom de Cercle Dijon Bourgogne 21) sous le nom de JDA Bourgogne Dijon.

## Palmarès et records
| Compétitions nationales | Compétitions internationales                                                                  | Compétitions de jeunes |
| - Championnat de France (0) : - Finaliste : 2021 - Coupe de France (2) : - Vainqueur : 2006, 2024 - Finaliste : 2021 - Match des champions (1) : - Vainqueur : 2006. - Semaine des As / Leaders Cup (2) : - Vainqueur : 2004, 2020 - Coupe de la Ligue (1) : - Vainqueur : 1993. | - Ligue des champions (0) : - Troisième : 2020. - EuroCup Challenge (0) : - Finaliste : 2004. | - Championnat de France Espoirs (5) : - Champion : 1994, 1995, 1996, 1998, 1999. - Trophée du Futur (4) : - Vainqueur : 1995, 1997, 1999, 2006. - Championnat de France Cadets (1) : - Champion : 1972. |

## Personnalités et joueurs du club

### Entraîneurs
Le tableau suivant présente la liste des entraîneurs du club depuis 1983.
| Rang | Nom                       | Période   |
| 1    | Jean-Marie Fuhro          | 1983-1984 |
| 2    | Jean-Pierre Baldwin       | 1984-1986 |
| 3    | Stearling Wright          | 1986-1988 |
| 4    | Dominique Roux, Ron James | 1988-1992 |
| 5    | Chris Singleton           | 1992-1993 |

| Rang | Nom               | Période   |
| 6    | Jean-Luc Monschau | 1993-1997 |
| 7    | Chris Singleton   | 1997-2001 |
| 8    | Alain Thinet      | 2001-2003 |
| 9    | Nicolas Faure     | 2003-2005 |
| 10   | Jacques Monclar   | 2005-2007 |

| Rang | Nom                | Période                  |
| 11   | Randoald Dessarzin | 2007-janvier 2010        |
| 12   | Julien Mahé        | janvier 2010 (2 matches) |
| 13   | Henrik Dettmann    | janvier 2010-mai 2010    |
| 14   | Jean-Louis Borg    | 2010-2015                |
| 15   | Laurent Legname    | 2015-2021                |
| 16   | Nenad Marković     | 2021-2023                |
| 17   | Laurent Legname    | 2023                     |

### Effectif professionnel
|  | JDA Dijon | v · d · m |

| no | Poste       | Nat. | Nom Prénom           | Taille |
| -- | ----------- | ---- | -------------------- | ------ |
| 11 | Meneur      |      | David Holston        | 1,67   |
| 83 | Meneur      |      | Axel Julien          | 1,84   |
| 0  | Arrière     |      | Phil Booth           | 1,91   |
| 9  | Arrière     |      | Ilias Kamardine      | 1,93   |
| 15 | Ailier      |      | Gregor Hrovat        | 1,96   |
| 77 | Ailier      |      | Jean-Philippe Dally  | 1,99   |
| 6  | Ailier      |      | Robin Ducoté         | 1,93   |
| 72 | Ailier fort |      | Allan Dokossi        | 2,03   |
| 1  | Ailier fort |      | Markis McDuffie      | 2,03   |
| 20 | Pivot       |      | Gavin Ware           | 2,06   |
| 43 | Pivot       |      | Christian Sengfelder | 2,02   |
|    |             |      |                      |        |

### Effectif Espoirs LNB
| \| No \| P. \| Nat. \| Nom / Prénom \| Taille \| Date de naissance \| \| -- \| ----------- \| ---- \| ------------------- \| ------ \| ----------------- \| \| 3 \| Meneur \| \| Bastien Rieber \| 1,87m \| 6 avril 2005 \| \| 4 \| Meneur \| \| Emrys Dadeke \| 1,88 m \| 11 avril 2007 \| \| 6 \| Meneur \| \| Tyméo Noto la Diega \| 1,82 m \| 1er novembre 2006 \| \| 1 \| Arrière \| \| Kenath Yonzima \| 1,92 m \| 21 octobre 2005 \| \| 2 \| Arrière \| \| Romain Berthelin \| 1,91 m \| 20 septembre 2006 \| \| 9 \| Arrière \| \| Tom Audry \| 1,98 m \| 3 septembre 2007 \| \| 7 \| Ailier \| \| Marius Balanca \| 2,00 m \| 31 octobre 2004 \| \| 5 \| Ailier fort \| \| Yanis Azoughagh \| 1,99 m \| 26 août 2004 \| \| 10 \| Pivot \| \| Mervyn Muamba \| 1,98m \| 21 août 2005 \| \| 11 \| Pivot \| \| Karl Zamatta \| 2,02 m \| 7 mai 2006 \| \| 12 \| Pivot \| \| Ladji Meite \| 1,96 m \| 17 mars 2006 \| | - Coach - Élise Prod'homme - Adjoint - Luc Melin |      |                     |        |                   |
| No | P.                                               | Nat. | Nom / Prénom        | Taille | Date de naissance |
| 3 | Meneur                                           |      | Bastien Rieber      | 1,87m  | 6 avril 2005      |
| 4 | Meneur                                           |      | Emrys Dadeke        | 1,88 m | 11 avril 2007     |
| 6 | Meneur                                           |      | Tyméo Noto la Diega | 1,82 m | 1er novembre 2006 |
| 1 | Arrière                                          |      | Kenath Yonzima      | 1,92 m | 21 octobre 2005   |
| 2 | Arrière                                          |      | Romain Berthelin    | 1,91 m | 20 septembre 2006 |
| 9 | Arrière                                          |      | Tom Audry           | 1,98 m | 3 septembre 2007  |
| 7 | Ailier                                           |      | Marius Balanca      | 2,00 m | 31 octobre 2004   |
| 5 | Ailier fort                                      |      | Yanis Azoughagh     | 1,99 m | 26 août 2004      |
| 10 | Pivot                                            |      | Mervyn Muamba       | 1,98m  | 21 août 2005      |
| 11 | Pivot                                            |      | Karl Zamatta        | 2,02 m | 7 mai 2006        |
| 12 | Pivot                                            |      | Ladji Meite         | 1,96 m | 17 mars 2006      |

### Joueurs emblématiques

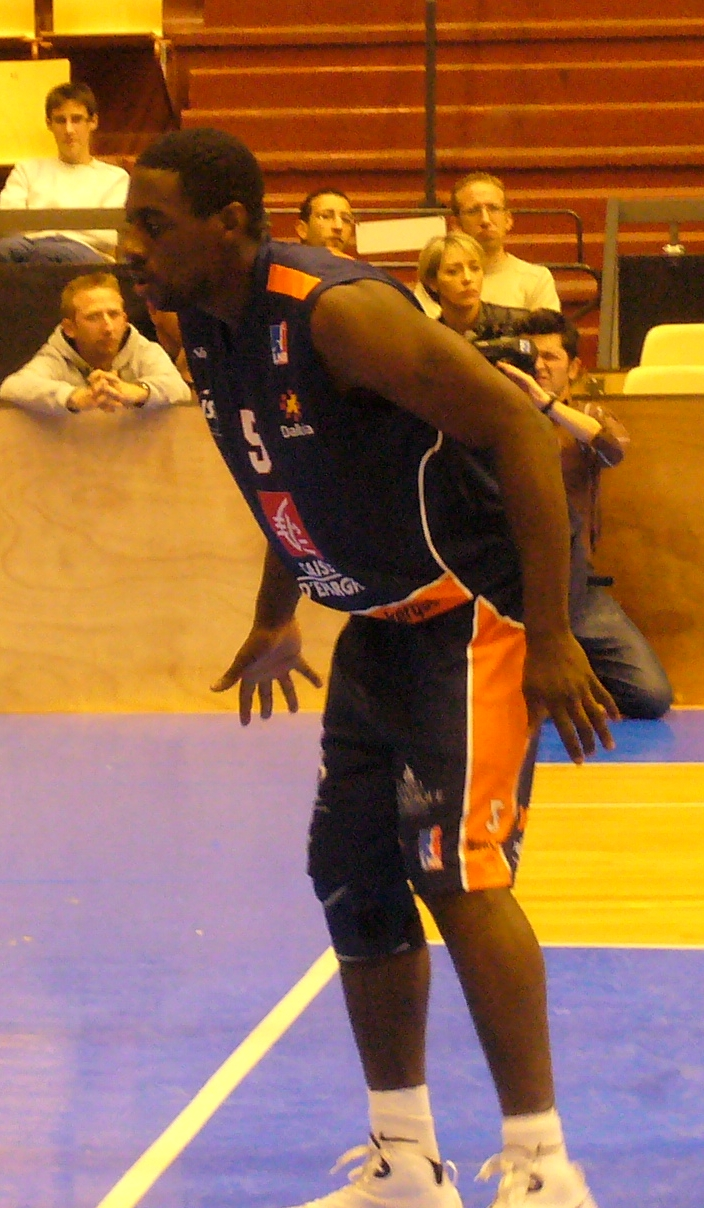
Paccelis Morlende, joueur de la JDA de 1999 à 2004

- Laurent Bernard
- Jonathan Bourhis
- Jean-Luc Deganis
- Yakhouba Diawara
- Philippe Faury
- Pascal Grenet
- Gérard Maza
- Paccelis Morlende
- Paul Fortier
- Laurent Sciarra
- Sean Marshall
- Roberto Bergersen
- Curtis Berry
- Erroyl Bing
- Dante Calabria
- T. J. Campbell
- Eric Chatfield
- Errick Craven
- Paul Graham
- Steven Gray
- Andre Harris
- Skeeter Henry
- Keith Hill
- Zach Moss
- Andre Riddick
- Mykal Riley
- Aerick Sanders
- David Simon
- Erving Walker
- Reggie Williams
- Makhtar N'Diaye
- Boniface N’Dong
- Maleye N'Doye
- Vakhtang Natsvlishvili
- Besik Lezhava
- Dimitri Lauwers
- Alex Nelcha
- Aldo Curti
- Kris Joseph
- Rob Lewin

## Bilan par saison
| Saison    | Championnat de France | Championnat de France | Championnat de France      | Championnat de France | Coupe d'Europe                         |
| Saison    | Nb                    | PV                    | Classement Phase régulière | Play-offs             | Résultat                               |
| --------- | --------------------- | --------------------- | -------------------------- | --------------------- | -------------------------------------- |
| 1990-1991 | 30                    | 56,6 %                | 6e                         | Huitième de finale    |                                        |
| 1991-1992 | 30                    | 30 %                  | 14e                        |                       |                                        |
| 1992-1993 | 26                    | 26,9 %                | 12e                        | Quart de finale       |                                        |
| 1993-1994 | 26                    | 65,4 %                | 5e                         | Huitième de finale    |                                        |
| 1994-1995 | 26                    | 61,5 %                | 5e                         | Huitième de finale    |                                        |
| 1995-1996 | 30                    | 53,3 %                | 7e                         | Quart de finale       |                                        |
| 1996-1997 | 30                    | 43,3 %                | 9e                         |                       |                                        |
| 1997-1998 | 30                    | 63,3 %                | 6e                         |                       |                                        |
| 1998-1999 | 30                    | 46,6 %                | 10e                        |                       |                                        |
| 1999-2000 | 30                    | 53,3 %                | 9e                         |                       |                                        |
| 2000-2001 | 30                    | 63,3 %                | 5e                         | Quart de finale       |                                        |
| 2001-2002 | 30                    | 60 %                  | 6e                         | Quart de finale       |                                        |
| 2002-2003 | 30                    | 50 %                  | 9e                         |                       |                                        |
| 2003-2004 | 34                    | 52,9 %                | 8e                         | Quart de finale       |                                        |
| 2004-2005 | 34                    | 38,2 %                | 14e                        |                       |                                        |
| 2005-2006 | 34                    | 47,1 %                | 11e                        | Tour préliminaire     |                                        |
| 2006-2007 | 34                    | 52,9 %                | 10e                        |                       |                                        |
| 2007-2008 | 30                    | 43,3 %                | 11e                        |                       |                                        |
| 2008-2009 | 30                    | 36,6 %                | 12e                        |                       |                                        |
| 2009-2010 | 30                    | 23,3 %                | 16e                        |                       |                                        |
| 2010-2011 | 34                    | 67,6 %                | 2e                         | Finale                |                                        |
| 2011-2012 | 30                    | 46,6 %                | 9e                         |                       |                                        |
| 2012-2013 | 30                    | 50 %                  | 7e                         | Quart de finale       | EuroChallenge (1er tour)               |
| 2013-2014 | 30                    | 60 %                  | 6e                         | Demi-finale           | EuroChallenge                          |
| 2014-2015 | 34                    | 50 %                  | 10e                        |                       | Eurocup (2e tour)                      |
| 2015-2016 | 34                    | 56 %                  | 9e                         |                       |                                        |
| 2016-2017 | 34                    | 35 %                  | 13e                        |                       |                                        |
| 2017-2018 | 34                    | 59 %                  | 5e                         | Quart de finale       |                                        |
| 2018-2019 | 34                    | 67 %                  | 3e                         | Demi-finale           | Basketball Champions League (1er tour) |
| 2019-2020 | 24                    | 88 %                  | 1er                        | Saison arrêtée        | Basketball Champions League            |
| 2020-2021 | 34                    | 79 %                  | 1er                        | Finale                | Basketball Champions League            |
| 2021-2022 | 34                    | 59 %                  | 5e                         | Demi-Finale           | Basketball Champions League            |
| 2022-2023 | 34                    | 62 %                  | 4e                         | Quart de Finale       | Basketball Champions League            |
| 2023-2024 | 34                    | 47 %                  | 9e                         |                       | Basketball Champions League            |

Nb : Nombre de matches de saison régulière
PV : Pourcentage de victoires en saison régulière

## Historique du logo

1990's
2000's-2018
2018-2022
Depuis 2022